# SN 1991au
SN 1991au – supernowa typu II odkryta 1 września 1991 roku w galaktyce UGC 11616. W momencie odkrycia miała maksymalną jasność 18,50m.